# Trảng Bàng
Trảng Bàng là một thị xã cũ nằm ở phía nam tỉnh Tây Ninh, Việt Nam.

## Địa lý
Thị xã Trảng Bàng nằm ở phía đông nam của tỉnh Tây Ninh, có tuyến quốc lộ 22 nối Thành phố Hồ Chí Minh và thủ đô Phnôm Pênh, Campuchia đi qua, có vị trí địa lý:
- Phía đông giáp huyện Củ Chi, Thành phố Hồ Chí Minh và huyện Dầu Tiếng, tỉnh Bình Dương
- Phía tây giáp thành phố Bavet, tỉnh Svay Rieng, Campuchia
- Phía nam giáp huyện Đức Huệ và huyện Đức Hòa, tỉnh Long An
- Phía bắc giáp huyện Bến Cầu, huyện Dương Minh Châu và huyện Gò Dầu.

Trảng Bàng nằm trên khu vực địa hình bán bình nguyên phù sa cổ đặc trưng của vùng Đông Nam Bộ, chuyển tiếp từ Tây Nguyên xuống Đồng bằng sông Cửu Long, địa hình nghiêng dần từ đông bắc xuống tây nam, chiều cao trung bình từ 1m ở xã Phước Bình đến hơn 40m ở xã Đôn Thuận.
Về thổ nhưỡng, thị xã có 3 nhóm đất chính. Đất xám chiếm 76,6%, đất phù sa chiếm 2,6%, đất phèn chiếm 20,1%. Khí hậu nóng ẩm quanh năm rất phù hợp với nhiều loại cây trồng.
Về sông ngòi, có 2 sông lớn chảy qua là sông Vàm Cỏ Đông chảy trong phạm vi thị xã dài 11,25 km, lưu lượng mùa lũ 40m3/giây, lúc kiệt nước 13m³/s. Sông Sài Gòn chảy qua trong phạm vi thị xã dài 23,25 km, lưu lượng bình quân 59m³/s. Các phụ lưu của 2 sông này chảy qua địa bàn thị xã như: rạch Gò Suối, rạch Trà Cao, rạch Trảng Bàng, rạch Môn, rạch Cầu Trường Chùa, rất thuận lợi cho thuyền, ghe đi lại quanh năm.
Nước ngầm ở Trảng Bàng khá phong phú, tập trung ở các xã phía Đông. Riêng các xã phía Tây việc khai thác nước ngầm bằng đào giếng còn gặp nhiều khó khăn vì đất nhiễm phèn và dễ sụp lở. Ngày nay, hệ thống giao thông này phục vụ cho sự đi lại và giao lưu hàng hoá của nhân dân với các địa phương khác. Hệ thống kênh tưới, kênh tiêu đang được hoàn thiện.

## Hành chính
Thị xã Trảng Bàng có 10 đơn vị hành chính cấp xã trực thuộc, bao gồm 6 phường: An Hòa, An Tịnh, Gia Bình, Gia Lộc, Lộc Hưng, Trảng Bàng và 4 xã: Đôn Thuận, Hưng Thuận, Phước Bình, Phước Chỉ.
| \| Tên \| Diện tích năm 2019 (km²) \| Dân số năm 2019 (người) \| Mật độ (người/km²) \| \| ----------- \| ------------------------ \| ----------------------- \| ------------------ \| \| Phường (6) \| \| \| \| \| An Hòa \| 30,23 \| 21.106 \| 698 \| \| An Tịnh \| 33,29 \| 27.291 \| 820 \| \| Gia Bình \| 12,01 \| 11.524 \| 960 \| \| Gia Lộc \| 27,25 \| 17.390 \| 638 \| \| Lộc Hưng \| 45,15 \| 18.639 \| 413 \| \| Trảng Bàng \| 6,64 \| 17.751 \| 2.673 \| \| Xã (4) \| \| \| \| \| Đôn Thuận \| 58,58 \| 12.102 \| 207 \| \| Hưng Thuận \| 44,16 \| 10.097 \| 229 \| \| Phước Bình \| 34,65 \| 16.254 \| 469 \| \| Phước Chỉ \| 48,18 \| 9.303 \| 193 \| \| Toàn thị xã \| 340,14 \| 161.457 \| 475 \| |                          |                         |                    |
| Tên | Diện tích năm 2019 (km²) | Dân số năm 2019 (người) | Mật độ (người/km²) |
| Phường (6) |                          |                         |                    |
| An Hòa | 30,23                    | 21.106                  | 698                |
| An Tịnh | 33,29                    | 27.291                  | 820                |
| Gia Bình | 12,01                    | 11.524                  | 960                |
| Gia Lộc | 27,25                    | 17.390                  | 638                |
| Lộc Hưng | 45,15                    | 18.639                  | 413                |
| Trảng Bàng | 6,64                     | 17.751                  | 2.673              |
| Xã (4) |                          |                         |                    |
| Đôn Thuận | 58,58                    | 12.102                  | 207                |
| Hưng Thuận | 44,16                    | 10.097                  | 229                |
| Phước Bình | 34,65                    | 16.254                  | 469                |
| Phước Chỉ | 48,18                    | 9.303                   | 193                |
| Toàn thị xã | 340,14                   | 161.457                 | 475                |

## Lịch sử